# Motocyklowe Grand Prix Stanów Zjednoczonych 2006
Motocyklowe Grand Prix Stanów Zjednoczonych 2006 – jedenasta eliminacja Motocyklowych Mistrzostw Świata, rozegrana 21 - 23 lipca 2006 na torze Laguna Seca w Monterey.

## Opis weekendu Grand Prix

### Wyniki MotoGP[2]
| Legenda oznaczeń w tabelach wyników Wyświetl szablon na nowej stronie | Legenda oznaczeń w tabelach wyników Wyświetl szablon na nowej stronie                                                                     |
| Oznaczenie                                                            | Wyjaśnienie |
| --------------------------------------------------------------------- | --- |
| Złoty                                                                 | Zwycięzca lub mistrzostwo |
| Srebrny                                                               | 2. miejsce lub wicemistrzostwo |
| Brązowy                                                               | 3. miejsce lub II wicemistrzostwo |
| Zielony                                                               | Ukończył, punktował (w klasyfikacji generalnej, gdy zdobył co najmniej jeden punkt na przestrzeni sezonu, poza trzema powyższymi opcjami) |
| Niebieski                                                             | Ukończył, nie punktował (w klasyfikacji generalnej, gdy nie zdobył co najmniej jednego punktu na przestrzeni sezonu)                      |
| Czerwony                                                              | Nie zakwalifikował się (NZ) |
| Czerwony                                                              | Nie prekwalifikował się (NPK) |
| Różowy                                                                | Nie ukończył (NU) |
| Różowy                                                                | Niesklasyfikowany (NS) (w klasyfikacji generalnej, gdy nie został sklasyfikowany w żadnym wyścigu sezonu)                                 |
| Czarny                                                                | Zdyskwalifikowany (DK) |
| Czarny                                                                | Wykluczony (WYK/EX) |
| Biały                                                                 | Nie wystartował (NW) |
| Biały                                                                 | Kontuzjowany (K/INJ) |
| Biały                                                                 | Wyścig odwołany (OD/C) |
| Bez koloru                                                            | Został wycofany (WYC/WD) |
| Bez koloru                                                            | Nie przybył (NP/DNA) |
| Bez koloru                                                            | Nie brał udziału w treningach (NT/DNP) |
| Bez koloru                                                            | Nie został zgłoszony (–) |
| Pogrubienie                                                           | Start z pole position |
| Kursywa                                                               | Najszybsze okrążenie wyścigu |
| †                                                                     | Nie ukończył, ale jego rezultat został zaliczony ze względu na przejechanie więcej niż 90% dystansu wyścigu.                              |
| *                                                                     | Sezon w trakcie |
| 1/2/3                                                                 | Punktowana pozycja w sprincie kwalifikacyjnym                                                                                             |
| Lista systemów punktacji Formuły 1                                    | |

#### Wyścig[3]
| Pozycja | Nr | Motocyklista      | Motocykl | Okr. | Czas / Strata | Start | Punkty |
| ------- | -- | ----------------- | -------- | ---- | ------------- | ----- | ------ |
| 1       | 69 | Nicky Hayden      | Honda    | 32   | 45:04,867     | 6     | 25     |
| 2       | 26 | Daniel Pedrosa    | Honda    | 32   | +3,186        | 4     | 20     |
| 3       | 33 | Marco Melandri    | Honda    | 32   | +10,929       | 9     | 16     |
| 4       | 10 | Kenny Roberts Jr. | KR211V   | 32   | +11,941       | 3     | 13     |
| 5       | 71 | Chris Vermeulen   | Suzuki   | 32   | +27,439       | 1     | 11     |
| 6       | 21 | John Hopkins      | Suzuki   | 32   | +38,820       | 5     | 10     |
| 7       | 7  | Carlos Checa      | Yamaha   | 32   | +44,825       | 11    | 9      |
| 8       | 65 | Loris Capirossi   | Ducati   | 32   | +48,526       | 13    | 8      |
| 9       | 5  | Colin Edwards     | Yamaha   | 32   | +53,228       | 2     | 7      |
| 10      | 15 | Sete Gibernau     | Ducati   | 32   | +1:06,279     | 16    | 6      |
| 11      | 6  | Makoto Tamada     | Honda    | 32   | +1:11,941     | 14    | 5      |
| 12      | 17 | Randy de Puniet   | Kawasaki | 32   | +1:14,407     | 15    | 4      |
| 13      | 77 | James Ellison     | Yamaha   | 32   | +1:19,283     | 18    | 3      |
| 14      | 66 | Alex Hofmann      | Ducati   | 32   | +1:41,277     | 17    | 2      |
| 15      | 24 | Toni Elías        | Honda    | 31   | +1 okr,       | 12    | 1      |
| 16      | 30 | José Luis Cardoso | Ducati   | 31   | +1 okr,       | 19    |        |
| NS      | 46 | Valentino Rossi   | Yamaha   | 30   | wycofał się   | 10    |        |
| NS      | 56 | Shinya Nakano     | Kawasaki | 15   | wycofał się   | 8     |        |
| NS      | 27 | Casey Stoner      | Honda    | 14   | wypadek       | 7     |        |

#### Najszybsze okrążenie[4]
| Nr | Motocyklista    | Konstruktor | Czas     |
| -- | --------------- | ----------- | -------- |
| 71 | Chris Vermeulen | Suzuki      | 1:23,915 |